# St. Ulrich (Feldberg)

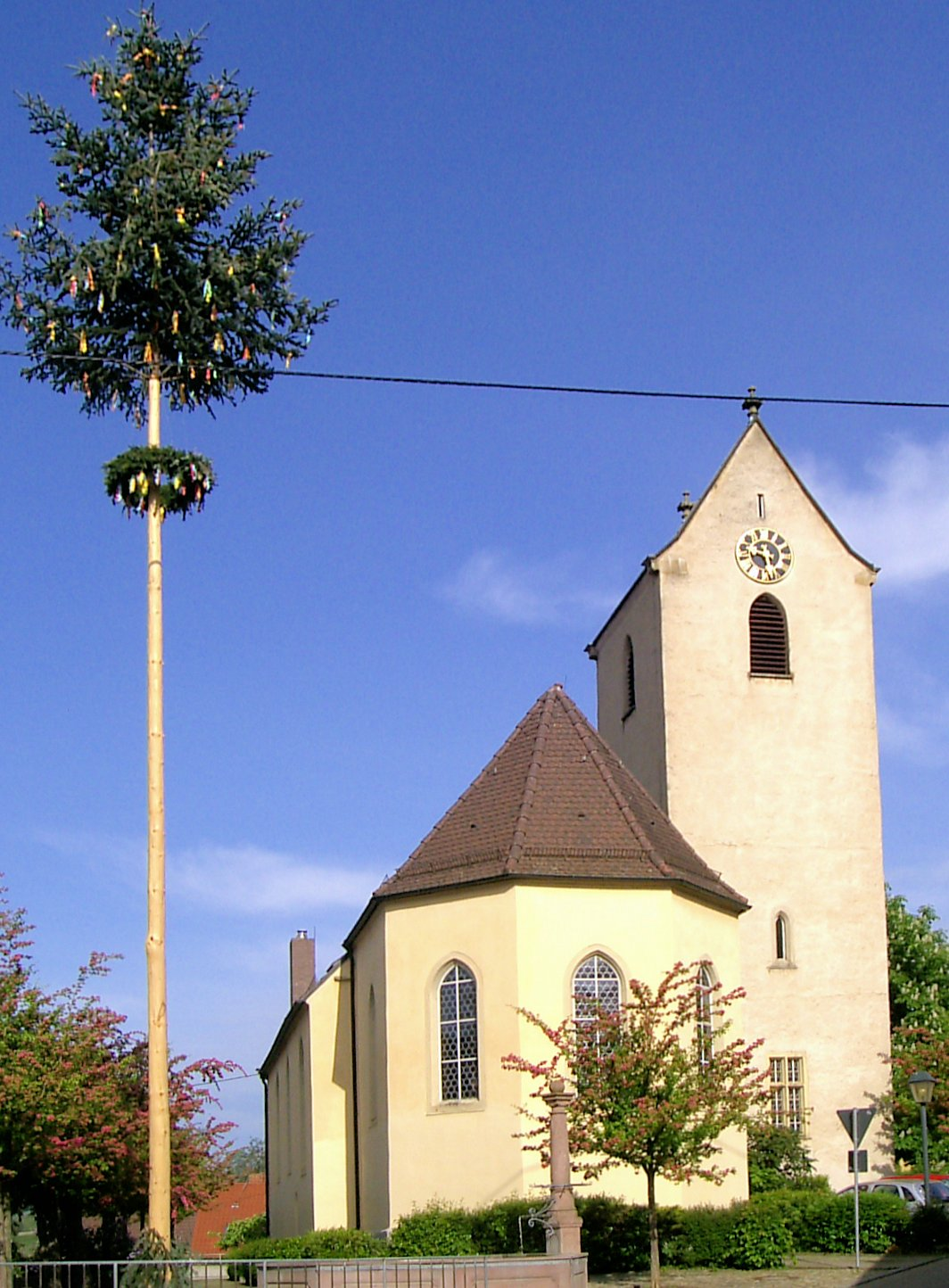
St. Ulrich in Feldberg

Die evangelische Pfarrkirche St. Ulrich steht in Feldberg, einem Gemeindeteil der Stadt Müllheim im Markgräflerland im Landkreis Breisgau-Hochschwarzwald in Baden-Württemberg. Die Kirchengemeinde gehört zum Kirchenbezirk Breisgau-Hochschwarzwald der Evangelischen Landeskirche in Baden. Das Bauwerk ist beim Landesamt für Denkmalpflege Baden-Württemberg als Baudenkmal eingetragen.

## Beschreibung
Die Saalkirche besteht aus einem spätmittelalterlichen Langhaus, einem erhöht stehenden, eingezogenen, dreiseitig geschlossenen Chor im Osten und einem Kirchturm an der Nordwand des Langhauses neben dem Chor, der mit einem Satteldach bedeckt ist. Sein oberstes Geschoss beherbergt die Turmuhr und den Glockenstuhl. 
Im Innenraum des Chors befinden sich gotische Wandmalereien. Die Sakristei ist im Erdgeschoss des Kirchturms untergebracht. Der Innenraum des Langhauses ist mit einer Holzbalkendecke überspannt. Zur Kirchenausstattung gehört ein Sakramentshaus. Die Orgel wurde von H. Voit & Söhne gebaut.